# Élection présidentielle américaine de 1832 en Alabama
L'élection présidentielle américaine de 1832 en Alabama se déroule du 2 novembre au 5 décembre 1832, dans le cadre de l'élection présidentielle de 1832. Elle voit la victoire écrasante d'Andrew Jackson sur le sénateur du Kentucky Henry Clay.

## Résultats
| Candidats       | Candidats             | Candidats                  | Grands électeurs | Vote populaire | Vote populaire |
| À la présidence | À la vice-présidence  | Parti                      | Grands électeurs | Voix           | %              |
| --------------- | --------------------- | -------------------------- | ---------------- | -------------- | -------------- |
| Andrew Jackson  | John Caldwell Calhoun | Parti démocrate            | 7                | 14 286         | 99,97          |
| Henry Clay      | John Sergeant (en)    | Parti national-républicain | 0                | 5              | 0,03           |